# ترا، نیجر
ترا، نیجر (به لاتین: Téra) یک منطقهٔ مسکونی در نیجر است که در بخش ترا واقع شده‌است.

## خصوصیات
ترا ۱۹٬۵۰۸ نفر جمعیت دارد و ۲۲۷ متر بالاتر از سطح دریا واقع شده‌است.